# Větkaŭský rajón
Větkaŭský rajón (bělorusky Веткаўскі раён, ukrajinsky Вітківський район nebo Вєтковський район, rusky Ветковский район) je územně-správní jednotkou na východě Homelské oblasti v Bělorusku.
Administrativním centrem rajónu je město Větka (bělorusky Ветка, rusky Ветка).

## Geografie a klima
Rozloha rajónu je necelých 1 559 km². Délka rajónu od severu k jihu je 65 km a od východu na západ 48 km.
Na severu hraničí s Čačerským rajónem, na západě s Buda-Kašaljovským rajónem, na jiho-západě s Homelským rajónem, v jiho-východě s Dobrušským rajónem Homelské oblasti, na východě s Krasnogorským a Novozybkovským rajóny v Brjanské oblasti Ruské federace.
Území je rovinaté. Průměrná nadmořská výška se pohybuje mezi 120 až 150 m nad mořem, nejvyšší bod měří 188,9 m a leží nedaleko obce Staroje Zakružža. V rajónu se nachází rašelina, jíl a křída. Průměrná lednová teplota je minus 7 °C, v červenci 18,6 °C. Úhrn srážek za rok je 580 mm. Vegetačního období trvá 193 dnů.
Rajón má dobře rozvinutou síť řek spojených s povodím Černého moře. Hlavní řekou je Sož s přítoky Beseď, Němanka, Lipa, Stonka. Řeka Beseď odvádí z Pereljoŭky, Staŭbunki a Vjazdzerni. Řeky a potoky, jezera, kanály a jímky zabírají 2 409 ha.
Lesy pokrývají 76 419 ha (34 % území rajónu), dominují jehličnany, bříza a olše. Bažiny zabírají 7,8 % území. Orná půda zabírá 32 844 ha. Celkem 35 720 ha je kontaminováno radionuklidy po černobylské katastrofě, kvůli čemuž bylo v zrušeno 8 obecních rad (selsovetů) a 1 městská rada, 8 hospodářství a také bylo přesídleno celkem 59 osad.
V roce 1978 byla na území rajónu za účelem ochrany volně rostoucích rostlin vytvořena Vetkaŭská biologická rezervace.

## Administrativní dělení
Rajón se administrativně dělí do 11 selsovětů (Vjalikanjamkoŭský, Danilavický, Malanjamkoŭský, Nehljubský, Prysňanský, Raducký, Staŭbunský, Svjacilavický, Chalčanský (4 vesničky, 4 vesnice), Šarscinský (4 vesničky, 2 vesnice) a Janoŭský selsovět (2 vesničky, 3 vesnice).

## Demografie
Populace rajónu má na 18 766 obyvatel, z v městských oblastech žije na 8 200 lidí. Celkem je v rajóně 140 osad, z toho je z nich 81 osídlených.

## Doprava
Rajónem prochází rychlostní silnice Homel — Větka — Svjacilavičy — hranice Ruské federace, R124 Větka — Dobruš, R30 Větka — Čačersk.

## Významní rodáci
- Aljaksandr Ničyparavič Aksjonaŭ — předseda Sovětu ministrů BSSR, mimořádný a zplnomocněný velvyslanec SSSR v Polsku, ministr SSSR, předseda Státního výboru SSSR pro televizi a rozhlas. Narodil se v obci Kuntorovka.
- Aljeksandr Grigor'jevič Badjerko (1901—1986) – sovětský vojenský vůdce, plukovník (1942).
- Nina Ljeonovna Snježkova — místopředsedkyně Sovětu ministrů BSSR.
- Andrej Andrejevič Gromyko — sovětský diplomat, který se narodil v obci Staryja Hramyki.
- Fjodor Ivanovič Privalov — (* 1957 ve vesnici Poběda) — doktor zemědělských věd, generální ředitel vědeckého centra Národní akademie věd Běloruska pro zemědělství.